# Ayntap
Ayntap (en armenio: Այնթապ) es una comunidad rural de Armenia ubicada en la provincia de Ararat.
En 2008 tenía 7660 habitantes. Hasta 1970 la localidad era conocida como "Bayburdabad" o "Bazakend", pero adoptó su actual topónimo en honor al antiguo nombre armenio de Gaziantep.
Se conoce su existencia desde el siglo XV. En 1679 fue destruida la localidad original por un terremoto, siendo repoblada en los años siguientes por inmigrantes de la zona de Alepo. Los paisajes naturales son semidesérticos, pero se ha desarrollado el cultivo gracias al regadío.
Se ubica en la periferia meridional de la capital nacional Ereván, entre la ciudad de Masis y el límite con el territorio de la capital.